# Londoner U-Boot-Protokoll
Das Londoner U-Boot-Protokoll vom 6. November 1936 ist eine internationale Vereinbarung zum Seekriegsrecht. Darin wird klargestellt, dass U-Boote gegenüber Handelsschiffen dieselben völkerrechtlichen Regeln einhalten müssen wie Überwasserschiffe.
Insbesondere dürfen sowohl U-Boote als auch andere Kriegsschiffe ein Handelsschiff erst versenken, wenn Fahrgäste, Besatzung und Papiere an einen sicheren Ort gebracht sind. Rettungs- oder Beiboote gelten dabei ausdrücklich nicht als ein sicherer Ort, wenn nicht Land oder ein anderes Fahrzeug in der Nähe ist.

## Geschichte
Bereits am 22. April 1930 hatten die fünf damals größten Seemächte Großbritannien, die USA, Japan, Frankreich und Italien ein Flottenabkommen geschlossen. Darin war bereits eine gleichlautende Passage enthalten. Mit dem Londoner U-Boot-Protokoll wurde die Vereinbarung auf weitere Staaten ausgedehnt.
Siehe auch: Prisenrecht